# Корпоративний ПР
Корпоративний PR — побудова іміджу в очах так званих груп людей, які можуть тією чи іншою мірою впливати на діяльність компанії.

## Цільові групи
У цю цільову аудиторію можуть входити ЗМІ, партнери, інвестори, співробітники компанії, державні і недержавні структури, споживачі. 

## Особливості
Робота в галузі зв'язків з громадськістю тих установ чи організацій найчастіше оформлена організаційно, тобто здійснюється одним або кількома структурними підрозділами підприємства. Загалом корпоративний піар є просуванням компанії. Якщо зазвичай рекламується вироблена компанією товарна продукція або послуги, то в цьому випадку об'єктом реклами виступають не товари і послуги, а безпосередньо сама компанія. Корпоративний піар може бути базисним: вироблені товари змінюють один одного, але залишається бренд. Таким чином споживач, купуючи нові товари, купує їх не через свою зацікавленість, а через довіру до компанії-виробника. Корпоративний піар направляється назовні і побічно впливає на потенційних споживачів нітрохи не гірше інших рекламних інструментів.
Корпоративний піар залежить від виду діяльності компанії. Тому до його планування потрібно підходити з особливою ретельністю. Також існує певна залежність між корпоративним піаром і чисельністю персоналу. Чим більше людей працює в компанії, чим більше у неї сегментів і філій, тим гострішим постає питання про семінари, тренінги тощо. Це зовсім не означає, що функціональні підрозділи, у які входить лише кілька людей, не мають потреби в методах корпоративного піару. Роль грає не чисельність персоналу сама по собі, а входження або невходження малої групи у велику.

## Складові
Корпоративний PR ґрунтується на наступних складових:
- ефективний процес взаємодії між співробітниками організації, її підрозділами і керівництвом;
- нематеріальна мотивація персоналу;
- кадровий склад — це головний потенціал організації.

## Мета
Діяльність корпоративного PR має наступні цілі:
- побудова комунікацій всередині організації;
- формування і розвиток корпоративної культури;
- мотивація і формування лояльності кадрового складу.

## Завдання
Завдання корпоративного PR:
- створення єдиного комунікативного та інформаційного простору;
- досягнення взаєморозуміння всередині колективу;
- отримання зворотного зв'язку від кадрового складу організації;
- комунікації по лінії співробітник-керівник;
- навчання і розвиток співробітників;
- розробка та донесення до персоналу єдиних стандартів поведінки, етики та корпоративного кодексу та ін[1].

Необхідно дотримуватися всіх завдань у правильній послідовності. Оскільки ігнорування одного або декількох перерахованих завдань лише призведе до однобокого формування корпоративної культури в цілому. Разом із тим варто зауважити, що перераховані вище завдання є лише основоположними для створення міцного базису корпоративної культури. Доповнення та розвиток цих завдань залежить від самої організації, її місії, ціннісних орієнтирів, масштабів, географії діяльності та ряду інших показників.

## Напрями комунікацій з громадськістю
Враховуючи структуру громадськості організацій, можна визначити основні напрями їхніх комунікацій з громадськістю:
- комунікації з внутрішньою громадськістю, персоналом цієї фірми чи корпорації;
- комунікації з керівництвом фірми (зрозуміло, керівники — це також внутрішня громадськість, проте взаємодія з ними має багато специфічного, тому фахівці вважають за необхідне виділяти цей вид комунікацій окремо);
- комунікації з партнерами, акціонерами, інвесторами (залежно від специфіки форми власності та форм господарювання суб'єкти такого виду комунікацій будуть розрізнятися);
- комунікації з конкурентами;
- комунікації з клієнтами або споживачами (клієнтами зазвичай називають споживачів певних послуг).
- комунікації з місцевим населенням (так звані комунальні відносини);
- комунікації з владними структурами і особливо з місцевою владою;
- робота із засобами масової інформації.[2]